# Maribel (telenovela)
Maribel es una telenovela venezolana de 1989, producida por Venevisión, y distribuida internacionalmente por Venevisión Internacional.
Es una versión libre de la telenovela La Zulianita producida en 1976, donde agregaron personajes y nuevas situaciones a la historia original. Tiene a Tatiana Capote y Luis José Santander como los principales protagonistas y como antagonistas tuvo a Yolanda Méndez, Raúl Xiques, Henry Galué y Lilibeth Morillo.

## Sinopsis
Maribel sufre una tragedia después de que su padre adoptivo muere, dejando a la familia sin un centavo. Ella es forzada entonces a buscar un trabajo. 
En su primer trabajo en un bar, el dueño le acosa y durante una pelea, ella hiere accidentalmente a José Daniel, que luego presenta una demanda contra ella. 
Ella se dirige a conseguir un segundo trabajo como sirvienta en la mansión de la familia Del Valle donde conoce y se enamora con Luis Alejandro, el hijo mayor de la familia. 
Su amor será probado por la confianza, los celos y secretos del pasado. Maribel se reencontrará con su padre, Rogelio Duarte, un abogado creíble acusado de un crimen que no cometió por los padres de Luis Alejandro, el ambicioso Federico y Verónica Del Valle que también fueron responsables de separación de los padres de Maribel, Sofía y Rogelio.

## Reparto
- Tatiana Capote como Maribel Duarte
- Luis José Santander como Luis Alejandro Del Valle
- Yolanda Méndez como Verónica del Valle
- Raúl Xiques como Federico Del Valle
- Henry Galué como Roberto
- Sandra Bruzon
- Judith Vásquez como Severa
- Solmaira Castillo como Perla
- Lilibeth Morillo como Andreína Colmenares
- Verónica Ortiz como Rebeca
- Rebeca Costoya como Erika
- Henry Soto
- Betty Ruth
- Agustina Martín como Virginia Del Valle
- Alberto Marín como Rogelio Duarte
- Ana Castell como Josefina Contreras
- Mahuampi Acosta
- Angélica Arenas
- Manuel Carrillo
- Liliana Rodríguez Como Fermina
- Rosalinda Serfaty Como Erika
- Emma Rabbe como Amalia del Valle
- Yanis Chimaras como José Daniel Valera
- Lila Morillo
- Lucía Sanoja
- Gonzalo Velutini
- Julio Pereira
- Richard Rey

Presentación de la niña:
- Emily Guánchez como Pelusa

## Datos
- Al finalizar esta telenovela, se traslada la producción Paraíso al horario de las 9:00 p. m.